# マイケル・アモット
マイケル・アモット（Michael Amott、1969年7月28日 - ）は、イングランド・ロンドン生まれ、スウェーデン・ハルムスタッド育ちのギタリスト。メロディックデスメタルバンドの「アーチ・エネミー」および「スピリチュアル・ベガーズ」の結成メンバーでありリーダー。幅広い人脈を持ち、北欧ヘヴィメタルシーンにおける中心人物の一人である。マイケル・シェンカーやウリ・ジョン・ロートを彷彿とさせる叙情的なメロディを奏でるギタープレイが特徴。

## 来歴
- イギリス人の父、スウェーデン人の母のもと、イギリスのロンドンで生まれ、スウェーデン・ハルムスタッドで育つ。十代でギターを初め、パンク・ハードコア・スラッシュメタルの楽曲をコピーしながら腕を磨いた。
- 1988年、後にアーチ・エネミーでも同僚となるヨハン・リーヴァらとデスメタルバンド「カーネイジ」を結成。アルバム1枚を作るが、リリースを待たずにバンドは解散した。
- 1990年、エクストリーム・メタルバンドの「カーカス」へ加入。『屍体愛好癖』（1991年）、『ハートワーク』（1993年）の2枚のアルバムでリードギターと作曲を担当した[1]。
- 1993年、「自分がやりたい音楽をやるため」にカーカスを脱退し、「スピリチュアル・ベガーズ」を結成。ブラック・サバスやアイアン・メイデン、レッド・ツェッペリン、シン・リジィといったマイケル自身が好むバンドのテイストを盛り込んだハードロックを志向する[2]。
- 1995年、これと並行して、メロディックデスメタルバンド「アーチ・エネミー」を立ち上げる[3]。当時はアルバムを1枚リリースして終了するプロジェクトバンドの予定だった。
- 1997年、前年に発表した『ブラック・アース』(1996年)に伴い、この年にカテドラルの前座として初来日公演を行う。当時の観客の熱いリアクションを目の当たりにし、成功への大きな手ごたえを感じたマイケルは、アーチ・エネミーの続行を決意。後に世界でも徐々に成功の道を歩む。それに伴い、活動のウェイトが徐々にスピリチュアル・ベガーズからこちらに置かれるようなる。
- 1998年、マイケルがメイン・ギタリストとして参加したキャンドルマスのアルバム『暗黒への飛翔』がリリースされたが、最終的には1作限りでキャンドルマスを脱退した[4]。
- 2008年、カーカスの再結成に参加し、北欧・北米・南米・アジアを含む世界ツアーを敢行した。
- 2012年、アーチ・エネミーでの活動に専念するため、再結成時より同バンドに参加していたダニエル・アーランドソンと共にカーカスを脱退。
- 2016年、アーチ・エネミー創設メンバー ヨハン・リーヴァ(Vo)・クリストファー・アモット(G)らと、デビュー20周年のプロジェクト「ブラック・アース」を開始。同5月に来日公演を開催[5]。

## 使用機材
- アーチ・エネミーでは、ESP製V字シェイプのシグネチャーモデル、「Ninja（ニンジャ）」を使用。これはギブソン製のフライングVよりもソリッドなシェイプで、ピックガードはミラー仕様である。ピックアップはセイモア・ダンカン製。2007年のツアーから黒や赤のピックガードなしのタイプも使用。

- スピリチュアル・ベガーズでは、同じくESPの白色Vシェイプを使用。Vシェイプに関してはマイケル・シェンカーからの影響を公言している。形状やピックガードに多少の違いはあるものの基本的スペックは同じで、バンドによって色違いのギターを使い分けていると言える。ただし、この白色のギターをアーチ・エネミーで使用する曲もある。（Revonousのプロモーションビデオで見ることが出来る）

- 彼のギターは2音下げチューニングが基本である。これにより弦のテンションが下がり、十八番とも言える泣きのヴィブラートで繊細なコントロールが可能になっている。なお、カーカス時代やアーチ・エネミーの『バーニング・ブリッジズ』の頃までは2音半下げチューニングであったが、それ以前から音下げの効果も知らずに彼はこのようなチューニングを行っていたらしい。一時は「5音下げ」であったとインタビューで語っているが、これは冗談である可能性が高い。

- ESPとのエンドース契約は2008年7月をもって解消されている。契約終了後もESPスタッフとの個人的な交流は続いており、友好的な間柄にある。現在はDEANと契約し、現在は、DEAN製シグネチャーモデル「TYRANT」を使用している。

## 人物

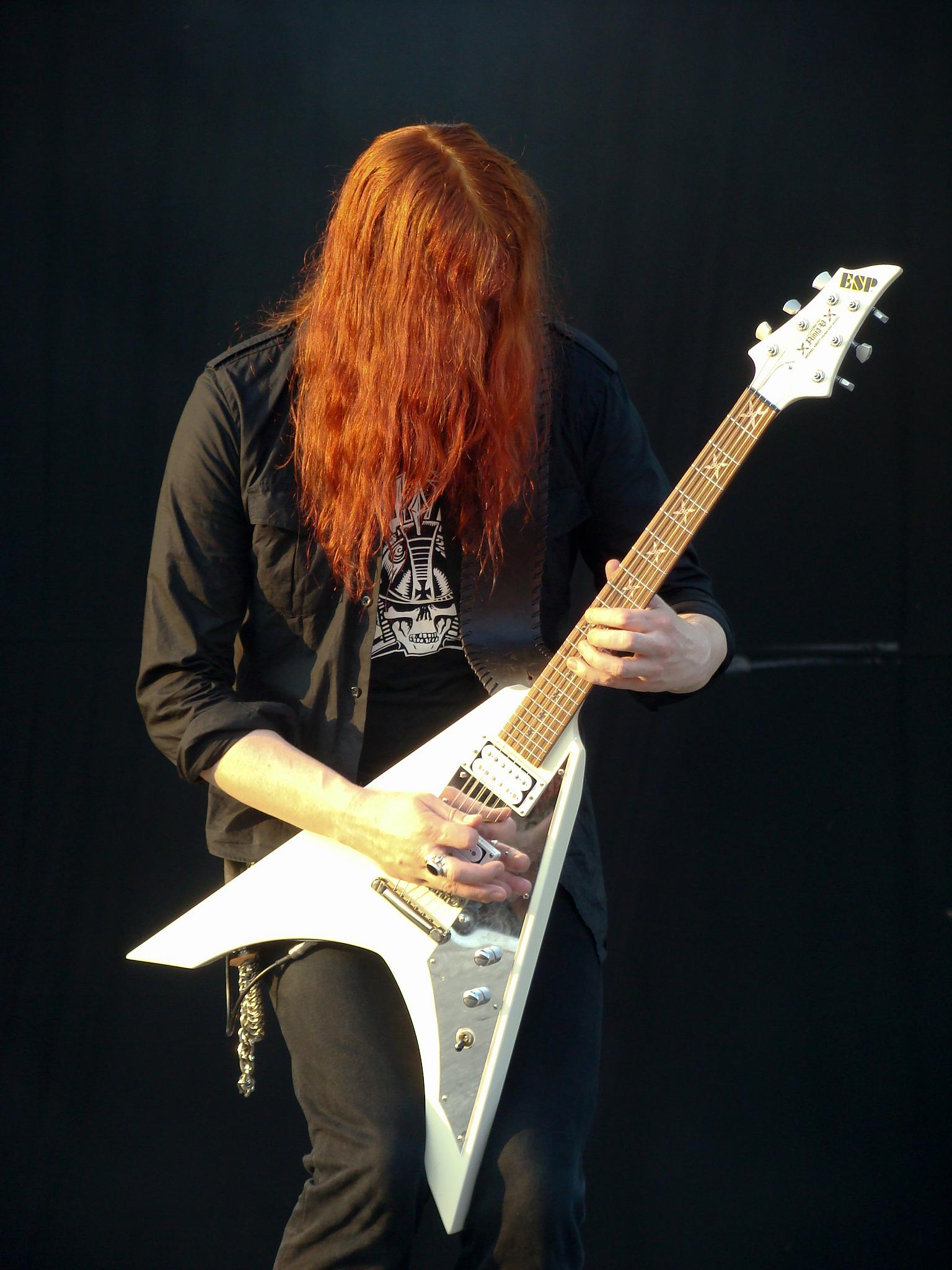
2008年、カーカス再結成ツアー

- 赤く染めた長髪が特長。黒のロングシャツを着る姿がよく見られ、ボタンは大抵裾のところでとめている。
- 服装・歌詞の内容以外の面でも雑誌などのインタビューにおいて紳士的な性格が窺え、そこでは時に軽い冗談を交えるなど積極的な態度で挑んでいる。
- 実弟は同じバンドで活動していたギタリストクリストファー・アモット(2012年3月脱退）。兄弟共に実力派のギタリストとして知られている。
- ベジタリアンであり、幼少の頃から肉食をやめているといわれている。
- 作詞も多く手掛けており、アーチ・エネミーやスピリチュアル・ベガーズに限らず、クリストファー・アモットのソロ・プロジェクトである「アルマゲドン」でも作詞を担当した。内容は精神世界に関するものが多い。
- ギターを弾く際には顔を強くしかめることが多い。
- 苗字の「Amott」の発音は、「アモット」より「エィモット」の方が現地語により近い発音である。
- キャンドルマスの大ファンで、かつてはファンクラブに入っていた程だった。それが縁で、キャンドルマスのアルバムに参加している。
- 日本のバンドに精通していることで知られフラワー・トラベリン・バンド[6]、四人囃子[7]、LOUDNESS[8]、DEAD END[9]、聖飢魔II[10]、X JAPAN[11]、人間椅子[12]、GASTUNK[13]、S.O.B[14]、G.I.S.M.、Lip Cream[15]などを愛聴している。
- DEAD ENDの大ファンであることを公言しており、メンバーとも交流がある[16][17]。人間椅子のファンで「初期4作品を所持している」というがアルバムタイトルは不明。漢字が読めないので好きな作品は長らく明らかになっていなかったが、2019年のナタリーで取り上げられた「人間椅子30周年記念アンケート」で初めて聴いたアルバムが「頽廃芸術展」である事を明かしている[18]。